# Gianni de' Soldanieri
Gianni de' Soldanieri (Firenze, ... – XIII secolo) di famiglia ghibellina, dopo la sconfitta di Benevento e la morte di Manfredi (1266), passò alla parte guelfa, durante le sommosse popolari ai tempi della "reggenza" dei frati Catalano e Loderingo.
Dante Alighieri lo collocò nel nono cerchio dell'Inferno, nell'Antenora, tra i traditori della patria (Inf. XXXII 121).
Di diverso parere fu Giovanni Villani che invece lo collocò tra i grandi fiorentini del passato (Nova Cronica XII 44) pur non ignorandone il tradimento dei ghibellini che pure è citato (VIII 14).
Si pensa che Giuseppe Verdi volesse dedicargli un'opera, rimasta però irrealizzata a causa della morte del compositore.